# A Man Called God
A Man Called God (hangul: 신이라 불리운 사나이; rr: Sinira Beulriun Sanai; também conhecido como The Man Almighty) é uma série de televisão sul-coreana de 2010 estrelada por Song Il-kook, Han Chae-young, Kim Min-jong, Han Go-eun e Yoo In-young. Foi ao ar na MBC de 6 de março a 23 de maio de 2010, aos sábados e domingos, às 21h45, totalizando 24 episódios.
A série, dos gêneros romance de ação, e com orçamento ₩10 bilhões, é baseada na história em quadrinhos de 1999 de mesmo título do escritor de manhwa Park Bong-seong.

## Sinopse
Choi Kang-ta é um super agente com uma reputação respeitada e temida, que ganha poderes e as habilidades semelhantes aos de um deus. Quando criança, ele perdeu os pais e foi adotado por um casal americano. Depois de chegar a maioridade, ele retorna à Coreia do Sul para se vingar do assassino de seu pai. Ele descobre que havia quatro pessoas responsáveis pela morte de seu pai. Enquanto colocava seus planos em prática, Vivian, sua parceira, trai ele e coloca sua vida em perigo. Ele é cuidado até se recuperar por Bo-bae, uma repórter que ele conheceu por acaso, e quando ele se apaixona por ela, sua confiança nela é abalada. Depois de se recuperar dos ferimentos, ele se fixa em uma favela, onde faz amizade com os mais pobres. Pela primeira vez na vida, ele é cercado de pessoas que espalham amor e empatia em sua nova casa e encontra paz e alívio dentro de si. Mas Hwang Woo-hyun, um funcionário de alta patente da Agência Central de Inteligência da Coreia e herdeiro do  conglomerado Hwanglim, fica furioso de ciúmes porque Choi Kang-ta roubou Bo-bae dele e decide eliminá-lo.

## Elenco
- Song Il-kook como Michael King / Choi Kang-ta
  - Nam Da-reum como Kang-ta jovem
- Han Chae-young como Jin Bo-bae[5]
- Kim Min-jong como Hwang Woo-hyun
- Han Go-eun como Vivian Castle
- Yoo In-young como Jang-mi
- Cho Jin-woong como Jang-ho
- Choo Ja-hyun como Seo Mi-soo / Choi Kang-Hee
- Jung Han-yong como Jang Yong
- Lee Jae-yong como Hwang Dal-soo
- Jung Dong-hwan como Lee Hyeong-seob
- Kim Yong-gun como Kang Tae-ho
- Lee Won-jong como Park Hong-choon
- Shin Beom-do como Dennis
- Lee Bo-hee como Han Soo-ra
- Kim Min-ji como Hye-jung
- Baek Il-seob como avô de Hye-jung
- Maeng Sang-hoon como Seo Tae-jin
- Kim Myung-gook
- Lee Jung-hoon como Choi Hae-ryong, pai de Kang-ta
- Lee Jae-yoon como Park Chul
- Yoon Gi-won como Diretor Kim Ji-won
- Kim Hyo-jin como policial
- Samuel Kang como agente do NIS
- Lee Seung-hyung como Secretário Pyo
- Shin Seung-hwan
- Jung Dong-jin
- Lee Won-seok
- Yoon Beom
- Jung Eun-woo como Son Chul
- Lee Eun-bin
- Pascal Dior como Pascal, o Assassino

## Audiência
| Data       | Episódio | TNS Media Korea | TNS Media Korea |
| Data       | Episódio | Nacional        | Seul            |
| ---------- | -------- | --------------- | --------------- |
| 2010-03-06 | 1        | 16.3% (6º)      | 16.6% (6º)      |
| 2010-03-07 | 2        | 15.0% (6º)      | 16.1% (6º)      |
| 2010-03-13 | 3        | 13.1% (8º)      | 14.3% (6º)      |
| 2010-03-14 | 4        | 11.9% (8º)      | 12.4% (7º)      |
| 2010-03-20 | 5        | 15.7% (5º)      | 16.5% (5º)      |
| 2010-03-21 | 6        | 13.5% (7º)      | 13.7% (6º)      |
| 2010-03-27 | 7        | 15.1% (6º)      | 16.5% (5º)      |
| 2010-03-28 | 8        | 14.5% (8º)      | 15.2% (8º)      |
| 2010-04-03 | 9        | 12.6% (7º)      | 12.6% (6º)      |
| 2010-04-04 | 10       | 14.1% (7º)      | 15.2% (6º)      |
| 2010-04-10 | 11       | 14.3% (6º)      | 14.6% (5º)      |
| 2010-04-11 | 12       | 13.9% (7º)      | 14.3% (7º)      |
| 2010-04-17 | 13       | 13.7% (4º)      | 14.3% (4º)      |
| 2010-04-18 | 14       | 15.2% (5º)      | 15.7% (4º)      |
| 2010-04-24 | 15       | 14.3% (6º)      | 14.9% (6º)      |
| 2010-04-25 | 16       | 16.4% (4º)      | 17.1% (4º)      |
| 2010-05-01 | 17       | 14.4% (4º)      | 15.1% (4º)      |
| 2010-05-02 | 18       | 15.2% (5º)      | 15.7% (5º)      |
| 2010-05-08 | 19       | 14.4% (4º)      | 14.8% (8º)      |
| 2010-05-09 | 20       | 15.6% (6º)      | 16.1% (6º)      |
| 2010-05-15 | 21       | 12.5% (4º)      | 12.9% (4º)      |
| 2010-05-16 | 22       | 15.2% (6º)      | 15.5% (6º)      |
| 2010-05-22 | 23       | 13.9% (7º)      | 13.6% (7º)      |
| 2010-05-23 | 24       | 17.0% (5º)      | 17.6% (5º)      |
| Média      | Média    | 14.5%           | 15.1%           |

## Controvérsia sobre os Rochedos de Liancourt (Ilhas Dokdo)
Originalmente programada para estrear em 21 de agosto de 2012 na BS Nippon, a exibição de A Man Called God foi adiada indefinidamente após a emissora temer uma reação negativa do público, em meio à tensão diplomática e ao crescente sentimento anti-coreano no Japão contra celebridades Hallyu em relação à disputa territorial entre a Coreia e o Japão sobre a questão dos Rochedos de Liancourt. Dias antes do ocorrido, Song Il-gook, ator principal da série, participou de uma natação de revezamento patriótica de 220 quilômetros até os Rochedos de Liancourt em 15 de agosto para comemorar o Dia da Libertação da Coreia do Sul, que marcou o fim do domínio colonial e expansionista do Japão sobre a península coreana.